# Palazzo de Manincor

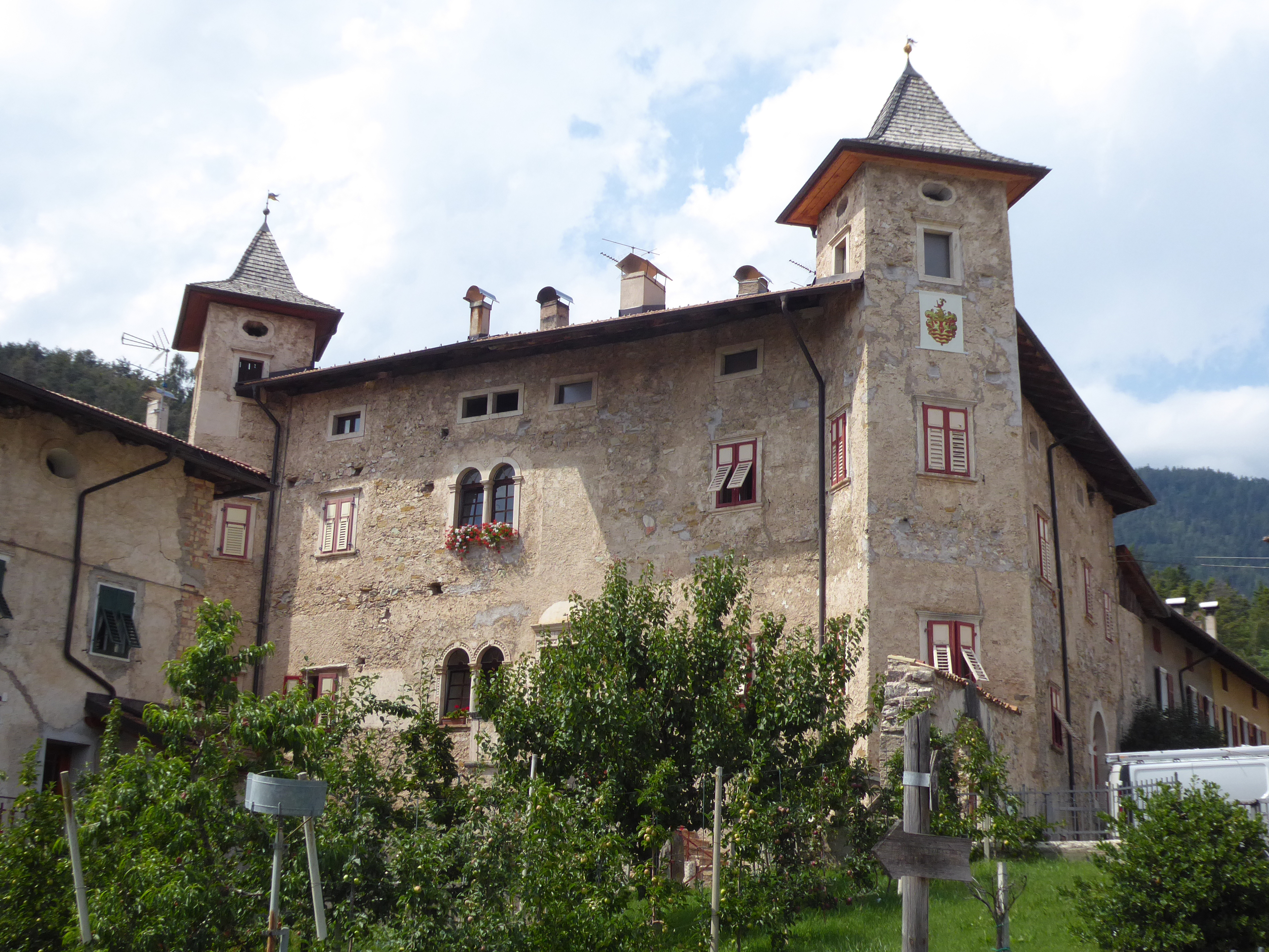
Palazzo de Manincor

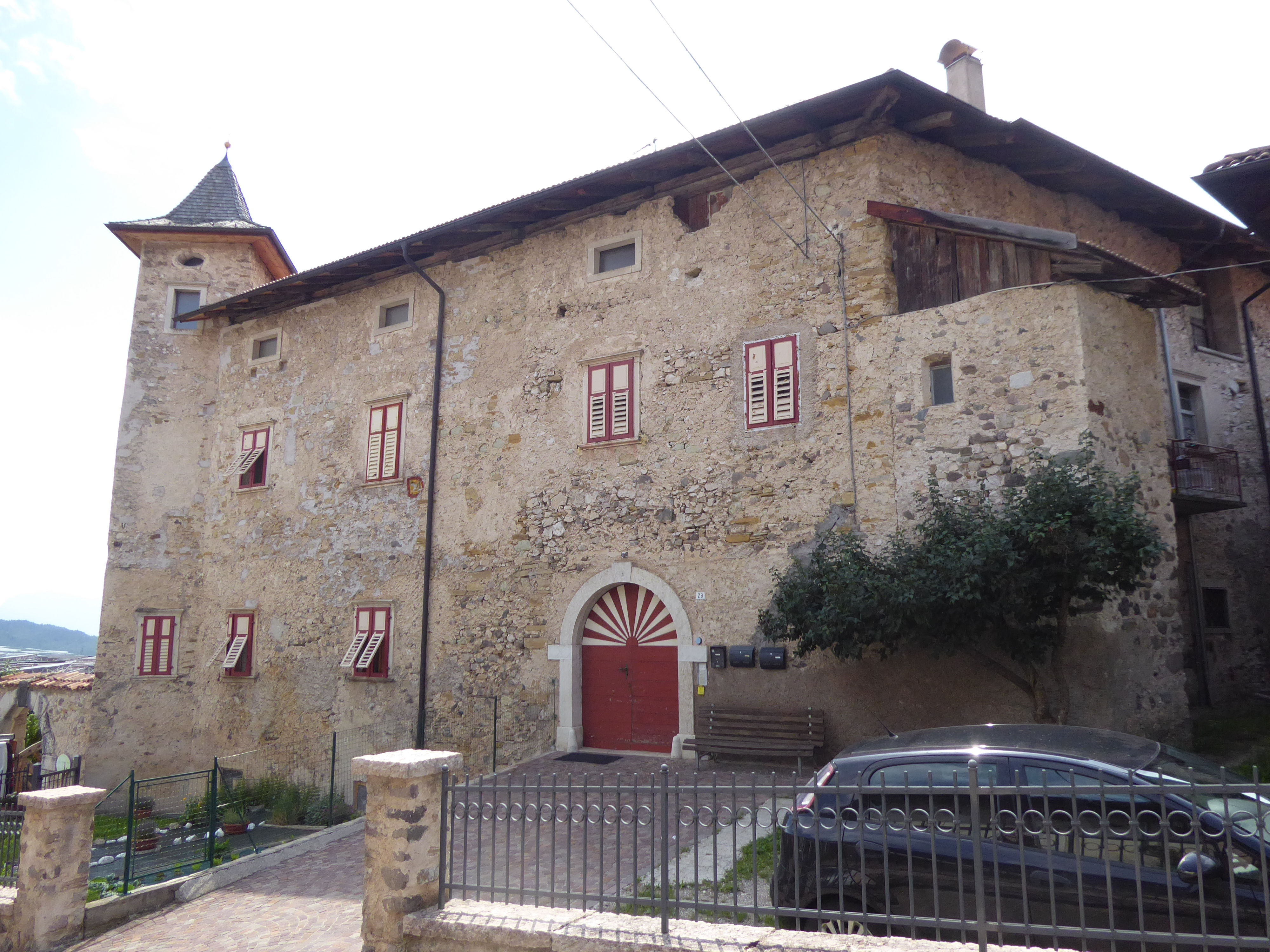
Eingang

Palazzo de Manincor oder Castel Freieck bzw. Casa Corazzi ist ein Herrenhaus in Arsio, einer Fraktion der italienischen Gemeinde Novella im Trentino.

## Geschichte
Der Ansitz Freieck erscheint Anfang des 17. Jahrhunderts im Codex Brandis als eines der Burganlagen um Arsio auf dem nördlichen Teil des Nonsberg. Die Herren von Manincor aus Casez ließen in der zweiten Hälfte des 17. Jahrhunderts am Dorfplatz Anstelle des alten, ein neues Gebäude im Stil der Renaissance mit zwei Ecktürmen als ihren Wohnsitz erbauen. Am 11. Oktober 1603 erhielten die Brüder Hieronymus, Cyprian und Johann Baptist von Manincor von Erzherzog Maximilian III. Adelsfreiung für ihren Ansitz Freieck in Arsio auf dem Nonsberg. Des Weiteren wurde ihnen die Erlaubnis zur Führung des Prädikates „von Freieck und Casez“ erteilt. Am 11. Oktober 1673 wurden die Manincor in den Freiherrenstand erhoben. Nachdem die Familie ihren Hauptwohnsitz von Arsio nach Kaltern verlegte, kaufte 1711 Graf Ferdinand Arz von und zu Vasegg das Anwesen. Der Name Casa Corazzi, stammte von Romedio Corazza, der das Herrenhaus 1866 erwarb. Seinen Erben gehört es noch heute.